# Бетел (Огайо)
Бетел (англ. Bethel) — селище (англ. village) в США, в окрузі Клермонт штату Огайо. Населення — 2620 осіб (2020).

## Географія
Бетел розташований за координатами 38°57′46″ пн. ш. 84°5′4″ зх. д. / 38.96278° пн. ш. 84.08444° зх. д. (38.962859, -84.084562).  За даними Бюро перепису населення США в 2010 році селище мало площу 3,63 км², з яких 3,61 км² — суходіл та 0,01 км² — водойми.

## Демографія
Згідно з переписом 2010 року, у селищі мешкало 2711 особа в 1052 домогосподарствах у складі 681 родини. Густота населення становила 748 осіб/км².  Було 1182 помешкання (326/км²).
Расовий склад населення:
| - 97,3 % — білих - 0,4 % — вихідців з тихоокеанських островів - 0,4 % — чорних або афроамериканців - 0,1 % — корінних американців - 0,1 % — азіатів |

До двох чи більше рас належало 1,6 %. Частка іспаномовних становила 1,0 % від усіх жителів.
За віковим діапазоном населення розподілялося таким чином: 29,0 % — особи молодші 18 років, 58,1 % — особи у віці 18—64 років, 12,9 % — особи у віці 65 років та старші. Медіана віку мешканця становила 33,8 року. На 100 осіб жіночої статі у селищі припадало 86,8 чоловіків;  на 100 жінок у віці від 18 років та старших — 79,6 чоловіків також старших 18 років.
Середній дохід на одне домашнє господарство  становив 47 031 долар США (медіана — 35 947), а середній дохід на одну сім'ю — 52 978 доларів (медіана — 40 625). Медіана доходів становила 33 077 доларів для чоловіків та 27 404 долари для жінок. За межею бідності перебувало 16,6 % осіб, у тому числі 22,4 % дітей у віці до 18 років та 7,9 % осіб у віці 65 років та старших.
Цивільне працевлаштоване населення становило 1072 особи. Основні галузі зайнятості: роздрібна торгівля — 18,5 %, освіта, охорона здоров'я та соціальна допомога — 16,7 %, виробництво — 15,3 %.